# Henriette Schreiner

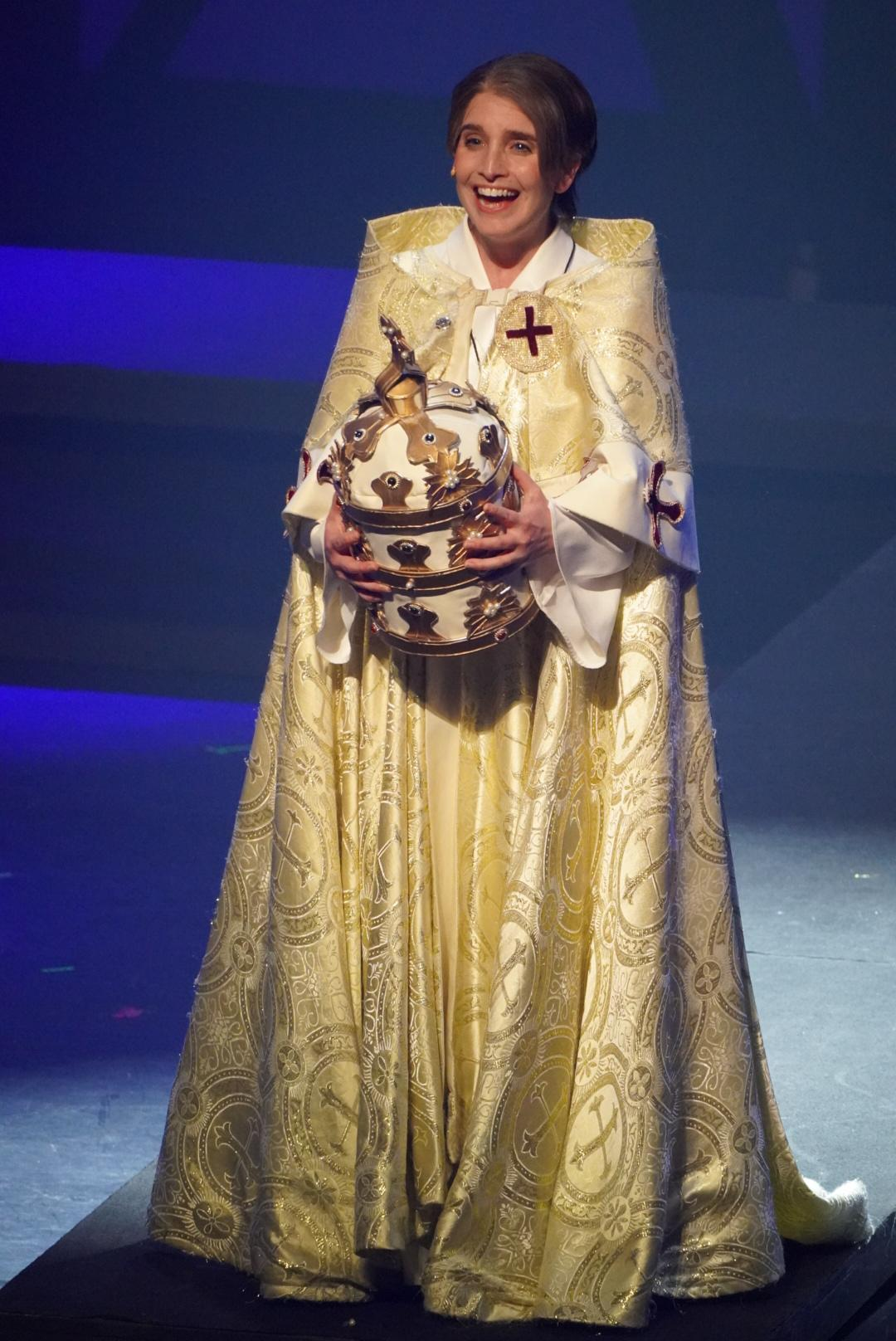
Henriette Schreiner als Päpstin Johanna mit Papstkrone

Henriette Schreiner (* 3. April 1988 in Wadern) ist eine deutsche Musicaldarstellerin und Singer-Songwriterin.

## Leben und Werdegang
Henriette Schreiner wuchs im saarländischen Merzig auf und besuchte dort zuerst die Grundschule St. Josef, anschließend das Peter-Wust-Gymnasium. Schon von Kindesbeinen an stand sie gemeinsam mit ihrem Vater Alfons Schreiner auf der Bühne. Im Alter von sechs Jahren nahm sie Klavierunterricht, im Alter von 14 Jahren Gesangsunterricht. Zeitgleich begann sie, eigene Songs zu schreiben und wirkte bei verschiedenen semi-professionellen Musical- und Theateraufführungen mit.

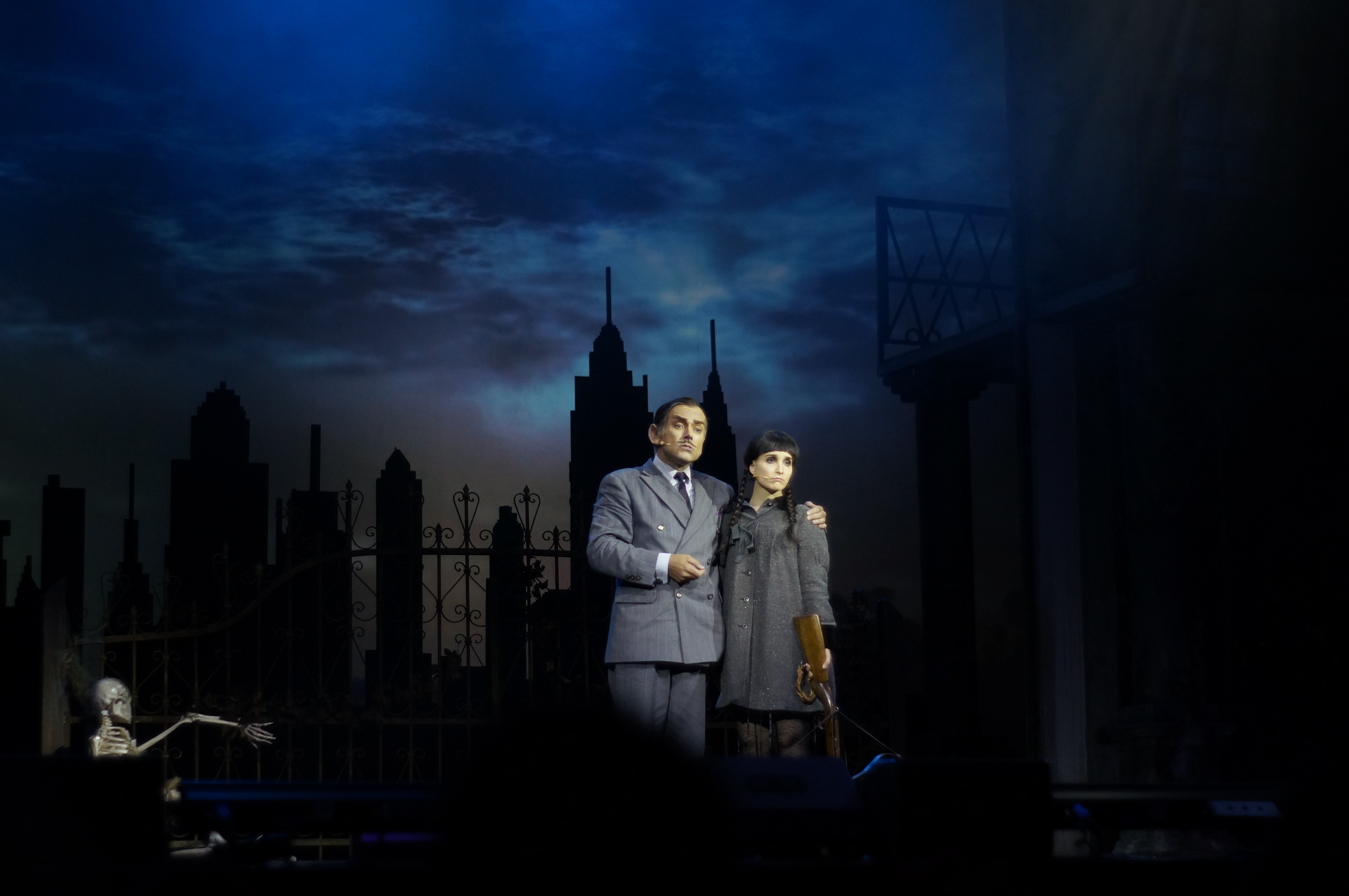
Henriette Schreiner als Wednesday Addams im Museumsquartier Wien (2017)

2010 legte sie ihr Abitur ab und absolvierte anschließend ihr Studium zur Diplom-Musicaldarstellerin an der Hochschule für Musik und Theater Felix Mendelssohn Bartholdy in Leipzig. Schon während des Studiums spielte sie eine der Angel City Four in City Of Angels und wurde als Kit-Kat-Girl in Cabaret an der Staatsoperette Dresden engagiert. Danach ging sie ans Tiroler Landestheater Innsbruck, wo sie die schwangere Sekretärin in Franz Wittenbrinks Sekretärinnen spielte.
Nur ein Jahr später gab sie als Choreographin des Musicals Monty Python’s Spamalot ihr Choreographie-Debüt und übernahm zugleich die Hauptrolle der Fee aus dem See.

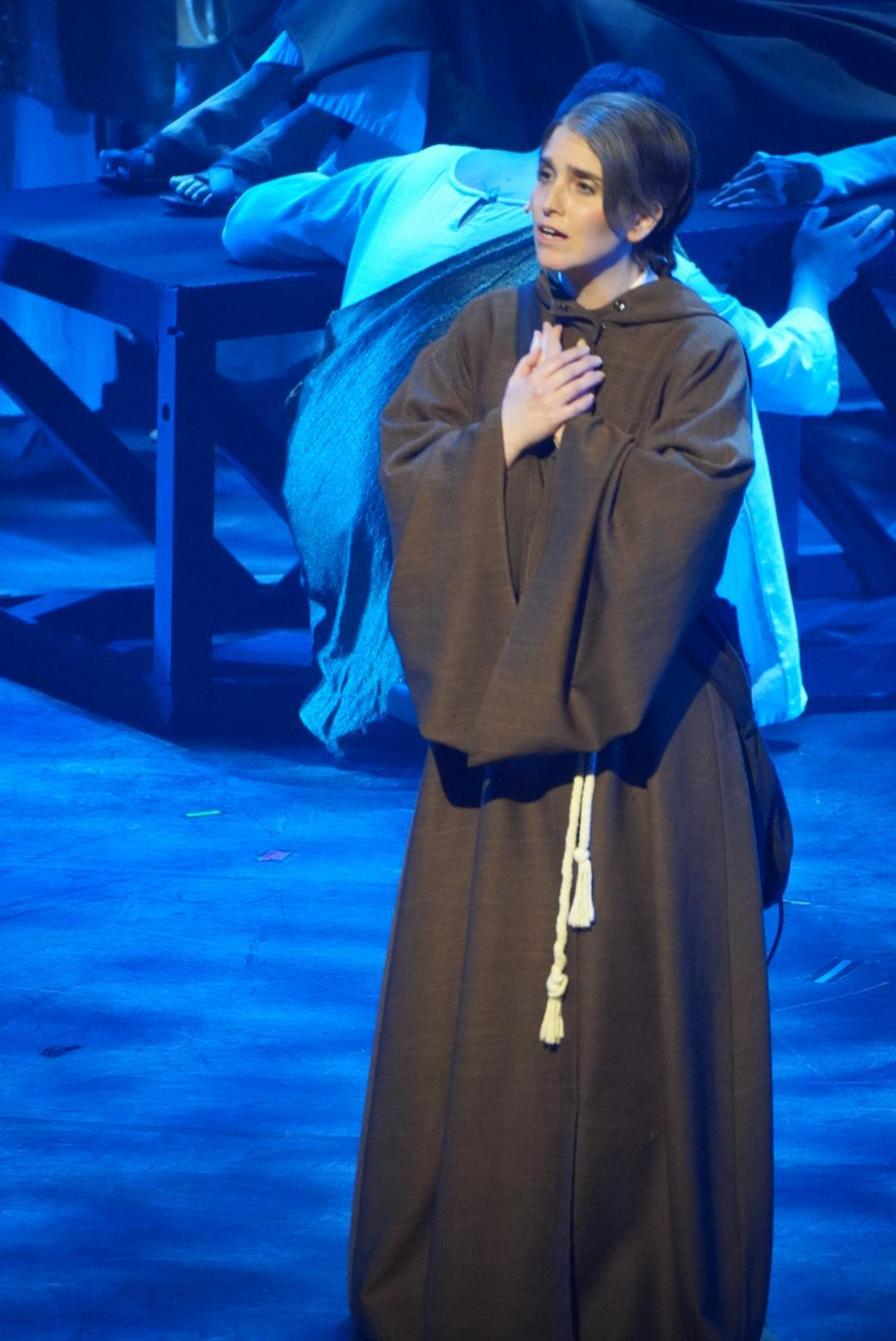
Henriette Schreiner als Päpstin Johanna (2025)

Es folgen weitere Rollen in Der kleine Horrorladen am Pfalztheater Kaiserslautern, The Drowsy Chaperone am Theater Chemnitz, Das Gespenst von Canterville am Theater am Kurfürstendamm und La Cage aux Folles im Zeltpalast Merzig.
Als Wednesday Addams in The Addams Family tourte Schreiner durch Deutschland, Österreich und die Schweiz und spielte unter anderem im Admiralspalast Berlin und im Museumsquartier in Wien. Auch mit dem Pop-Oratorium Luther bespielte sie große Arenen wie die Olympiahalle München oder die SAP Arena in Mannheim.
Von 2018 bis 2019 war sie gelegentlich als Solistin im Berliner Wintergarten Varieté in den Shows Take It Easy und Woodstock zu sehen.
2019 legte Schreiner die Theaterkarriere auf Eis, um sich in Nashville als Singer-Songwriterin weiterzubilden. 2020 erschien ihre Debüt-EP „Henriette“, gefolgt von den Singles „Remember That“, „Never Go Back“ und „Masterpiece“.
2022 erschien ihr Debüt-Album „Dear Shadow“, von dem der Titelsong "Dear Shadow" bei den German Songwriting Awards in der Kategorie "Beste/r Singer-Songwriter" nominiert wurde.
Ebenfalls 2022 nahm sie ihre Theaterkarriere wieder auf und spielte unter der Regie von Andreas Gergen die Rolle der Lisa Carew in Frank Wildhorns Jekyll and Hyde.
In Ralph Siegels Uraufführung des Musicals Ein Bisschen Frieden spielte Schreiner von 2022 bis 2024 die Rolle der Moni und coverte die Hauptrolle der Nina Bauer.
In Frank Nimsgerns Jack The Ripper spielte sie 2023 die Rolle der Catherine Eddowes. In der Uraufführung 1648-Macht.Liebe.Intrige. übernahm sie die Rollen der Gräfin Anna Sture und der Königin Christina von Schweden und entwarf die Choreographie.
Von 2022 bis 2024 war Schreiner im Festspielhaus Neuschwanstein als Marioza und Cover Johanna (Titelrolle) in dem Musical Die Päpstin engagiert.
In der Weltaufführung von Frank Nimsgern neuestem Werk Die Zauberflöte spielte sie im Frühling 2024 alternierend die Hauptrolle der Pamina am Deutschen Theater München und am Festspielhaus Neuschwanstein. Danach kehrte sie in ihrer Debütrolle der Moni in Siegels Ein Bisschen Frieden ans Deutsche Theater München zurück.
Im Herbst 2024 wurde Schreiner das Gesicht der New-Romance-Kampagne der S.Fischer Verlage und sang den Song "Love At First Page" ein, an dem sie auch als Songschreiberin mitwirkte.
Im Winter 2024/25 spielte Schreiner die Titelrolle der Johanna in Dennis Martins Musical Die Päpstin in alternierender Besetzung, bevor sie anschließend in die Rolle der Wednesday Addams am Schlossparktheater Berlin schlüpfte.
Im Frühling 2025 veröffentlichte Schreiner unter dem Künstlernamen Henriette II. erstmalig eigene Songs auf Deutsch, zuerst ihre Debütsingle "Château", dann ihre zweite Single "Jane Austin", die sich für queere Rechte einsetzt. Produziert wurde ihre Musik von Hendrik Sieber.

### Rollen
| Jahr      | Stück                               | Rolle                                       | Theater                                                |
| --------- | ----------------------------------- | ------------------------------------------- | ------------------------------------------------------ |
| 2025      | The Addams Family                   | Wednesday Addams                            | Schlossparktheater Berlin                              |
| 2025      | Die Päpstin (neue Fassung)          | Johanna, die Päpstin (alternierend)         | Festspielhaus Neuschwanstein                           |
| 2025      | Der kleine Horrorladen              | Chrystal                                    | Seefestival Wustrau                                    |
| 2024      | Die Zauberflöte                     | Pamina (alternierend)                       | Metronomtheater Oberhausen & Deutsches Theater München |
| 2022–2024 | Die Päpstin (alte Fassung)          | Marioza, Mutter & Cover Johanna             | Festspielhaus Neuschwanstein Füssen                    |
| 2022–2024 | Summer Of Love-Ein Bisschen Frieden | Moni & Cover Nina Bauer                     | Deutsches Theater München                              |
| 2023–2025 | 1648 – Macht. Liebe. Intrige.       | Anna Sture & Königin Christina von Schweden | Theater Osnabrück                                      |
| 2023      | Jack The Ripper                     | Catherine Eddowes                           | Zeltpalast Merzig                                      |
| 2022      | Jekyll And Hyde                     | Lisa Carew                                  | Theater Brandenburg                                    |
| 2018–2019 | Take It Easy & Woodstock            | Solistin                                    | Wintergarten Varieté Berlin                            |
| 2017–2018 | The Addams Family                   | Wednesday Addams                            | Tournee D/AU/CH                                        |
| 2017–2018 | The Drowsy Chaperone                | Trix, The Aviatrix                          | Theater Chemnitz                                       |
| 2017–2018 | Luther Pop-Oratorium                | Solistin                                    | Tournee D                                              |
| 2017      | Das Gespenst von Canterville        | Virginia Otis                               | Theater am Kurfürstendamm                              |
| 2016–2017 | Der Kleine Horrorladen              | Crystal                                     | Pfalztheater Kaiserslautern                            |
| 2015–2016 | Monty Python's Spamalot             | Die Fee aus dem See                         | Tiroler Landestheater Innsbruck                        |
| 2014–2015 | Sekretärinnen                       | Schwangere Sekretärin                       | Tiroler Landestheater Innsbruck                        |
| 2014      | La Cage Aux Folles                  | Anne Dindon                                 | Zeltpalast Merzig                                      |
| 2013–2014 | AIDA Cruises                        | Solistin                                    | AIDA bella/AIDA diva                                   |
| 2012–2013 | Cabaret                             | Kit-Kat-Girl, Two Ladies                    | Staatsoperette Dresden                                 |
| 2010      | City Of Angels                      | Angel City Four                             | Musikalische Komödie Leipzig                           |

### Diskographie
| Jahr | Art    | Titel              | Produzent                                                              | Co-Writer                                  |
| ---- | ------ | ------------------ | ---------------------------------------------------------------------- | ------------------------------------------ |
| 2025 | Single | Jane Austin        | Hendrik Sieber                                                         | Fidi Steinbeck                             |
| 2025 | Single | Château            | Hendrik Sieber                                                         | Micha Meißner aka Mister Me                |
| 2024 | Single | Love At First Page | Fabian Kuss                                                            | Fabian Kuss, Johanna Schwung, Judith Heinz |
| 2022 | Album  | Dear Shadow        | Adam Ollendorff, Buddy Cannon, Jay Tooke, James Robertson, Fabian Kuss | Marla Can-Goodman, Adam Ollendorff         |
| 2022 | Single | Henriette VIII     | Adam Ollendorff                                                        | Adam Ollendorff                            |
| 2022 | Single | Dear Shadow        | Buddy Cannon                                                           | Marla Can-Goodman                          |
| 2021 | Single | Masterpiece        | Jay Tooke, James Robertson                                             | Adam Hood                                  |
| 2021 | Single | Never Go Back      | Jay Tooke, James Robertson                                             | Phil Pence                                 |
| 2020 | Single | Remember That      | Adam Ollendorff                                                        | Adam Ollendorff                            |
| 2020 | EP     | Henriette          | Jay Tooke, James Robertson                                             | Aly Cutter, Hannah Arn                     |

### Besondere Erfolge und Auszeichnungen
- Top 12-Single, Maverick's Magazine (Single Dream Boy)[25]
- Nominierung für den German Songwriting Award 2023 in der Kategorie „Singer-Songwriter“ (mit Single Dear Shadow)[26]